# Stephen Lang
Stephen Lang, född 11 juli 1952 i New York i New York, är en amerikansk skådespelare. Han inledde sin karriär på Broadway men är kanske bäst känd för den breda publiken i rollen som överste Quaritch i Avatar från 2009.

## Filmografi (i urval)

### Filmer
| År   | Titel                                   | Roll                               | Noter |
| ---- | --------------------------------------- | ---------------------------------- | --- |
| 1985 | En handelsresandes död                  | Happy                              | |
| 1985 | Twice in a Lifetime                     | Keith                              | |
| 1986 | 5 utan nåd                              | Joe                                | |
| 1986 | Manhunter                               | Freddy Lounds                      | |
| 1987 | Project X - topphemligt                 | Watts                              | |
| 1989 | Slutstation Brooklyn                    | Harry Black                        | |
| 1991 | Ett tufft jobb                          | Party Crasher                      | |
| 1991 | Se upp igen blindstyre                  | Dibbs                              | |
| 1992 | Human Cargo                             | Aramco Contractor                  | |
| 1993 | Skyldig som synden                      | Phil Garson                        | |
| 1993 | Gettysburg                              | Generalmajor George E. Pickett     | |
| 1993 | Tombstone                               | Ike Clanton                        | |
| 1995 | Det otroliga äventyret                  | Jonas Hackett                      | |
| 1995 | Äventyret med den fantastiska pandan    | Michael Tyler                      | |
| 1996 | Loose Women                             | Prophet Buddy                      | |
| 1996 | I lagens våld                           | Moose Tavola                       | |
| 1996 | An Occasional Hell                      | Alex Laughton                      | |
| 1997 | Shadow Conspiracy                       | The Agent                          | |
| 1997 | Niagara, Niagara                        | Claude                             | |
| 1997 | Fire Down Below                         | Earl Kellogg                       | |
| 1998 | Flykten                                 | Dennis McNatt                      | TV-film producerad av Showtime. |
| 1999 | Story of a Bad Boy                      | Spygo                              | |
| 2000 | Trixie                                  | Jacob Slotnick                     | |
| 2001 | The Proposal                            | Simon Bacig                        | |
| 2002 | D-Tox                                   | Jack                               | |
| 2003 | The I Inside                            | Mr. Travitt                        | |
| 2003 | Code 11-14                              | Justin Shaw                        | |
| 2003 | Gods and Generals                       | General Thomas "Stonewall" Jackson | MovieGuide Awards Grace Award for Acting |
| 2006 | The Treatment                           | Coach Galgano                      | |
| 2007 | Save Me                                 | Ted                                | |
| 2008 | From Mexico with Love                   | Big Al Stevens                     | |
| 2008 | Medal of Honor                          | Berättaren                         | PBS-dokumentär |
| 2009 | Public Enemies                          | Charles B. Winstead                | |
| 2009 | The Men Who Stare at Goats              | General Hopgood                    | |
| 2009 | Avatar                                  | Överste Miles Quaritch             | Saturn Award for Best Supporting Actor Nominerad—Teen Choice Award Choice Movie Villain Nominerad—Teen Choice Award Choice Movie Fight (delad med Sam Worthington) Nominerad—MTV Movie Award for Best Villain Nominerad—MTV Movie Award for Best Fight (delad med Sam Worthington) |
| 2010 | Christina                               | Inspector Edgar Reinhardt          | |
| 2010 | False Creek Stories                     | Berättaren                         | |
| 2010 | White Irish Drinkers                    | Patrick                            | |
| 2011 | Conan the Barbarian                     | Khalar Zym                         | |
| 2011 | Someday This Pain Will Be Useful to You | Barry Rogers                       | |
| 2013 | Officer Down                            | Löjtnant Jake LaRussa              | |
| 2013 | Pawn                                    | Charlie                            | |
| 2013 | Backmask                                | Father Conway                      | |
| 2013 | Pioneer                                 | Ferris                             | |
| 2013 | The Monkey's Paw                        | Tony Cobb                          | |
| 2014 | Den stora nötkuppen                     | King                               | |
| 2014 | In the Blood                            | Casey                              | |
| 2014 | A Good Marriage                         |                                    | |
| 2015 | Beyond Glory: Tour of Duty              | Sig själv                          | Dokumentär |
| 2015 | Exeter                                  | Father Conway                      | |
| 2015 | Gridlocked                              | Korver                             | |
| 2016 | Don't Breathe                           | Den blinde mannen                  | |
| 2018 | Mortal Engines                          | Shrike                             | |
| 2022 | Avatar: The Way of Water                | Överste Miles Quaritch             | |
| 2025 | Avatar: Fire and Ash                    | Överste Miles Quaritch             | |

### TV
| År        | Titel                             | Roll                       | Noter                              |
| --------- | --------------------------------- | -------------------------- | ---------------------------------- |
| 1986–1988 | Crime Story                       | Attorney David Abrams      | 26 avsnitt                         |
| 1995      | Fresh Prince i Bel-Air            | Criminal Gun Shooter       | Avsnitt: "Bullets Over Bel-Air"    |
| 1997      | The Outer Limits                  | Dr. James Houghton         | Avsnitt: "New Lease"               |
| 1997      | Liberty! The American Revolution  | George Washington          | 6 avsnitt                          |
| 2000–2001 | Jagad                             | Ben Charnquist             | 5 avsnitt                          |
| 2002      | Ed                                | Jack Foster                | Avsnitt: "Wheel of Justice"        |
| 2003      | Law & Order: Special Victims Unit | Michael Baxter             | Avsnitt: "Escape"                  |
| 2005      | Johnny Zero                       | Officer Tanner             | Avsnitt: "To Serve and to Protect" |
| 2005      | Law & Order                       | Terry Dorn                 | Avsnitt: "New York Minute"         |
| 2007      | The Bronx Is Burning              | Inspector Dowd             | 3 avsnitt                          |
| 2009      | Law & Order: Criminal Intent      | Axel Kaspers               | Avsnitt: "Revolution"              |
| 2009      | Psych                             | Mr. Salamatchla            | Avsnitt: "Shawn Gets the Yips"     |
| 2011      | Terra Nova                        | Commander Nathaniel Taylor | 13 avsnitt                         |
| 2012      | In Plain Sight                    | James Wiley Shannon        | 3 avsnitt                          |
| 2014      | Salem                             | Increase Mather            | 7 avsnitt                          |
| 2015      | To Appomattox                     | John Brown                 |                                    |
| 2015      | Into the Badlands                 | Waldo                      | 5 avsnitt                          |

### Datorspel
| År   | Titel                | Roll         |
| ---- | -------------------- | ------------ |
| 2013 | Call of Duty: Ghosts | Elias Walker |